# Broagers kommun
Broagers kommun (danska: Broager Kommune) var en kommun i dåvarande Sønderjyllands amt i sydvästra Danmark. Kommunen omfattade halvön Broager Land, sydväst om staden Sønderborg och hade 6 400 invånare (2004). Tätorten Broager utgjorde kommunens centralort.
Den 1 januari 2007, som en del av kommunreformen 2007, gick Broagers kommun, tillsammans med kommunerna Augustenborg, Gråsten, Nordborg, Sundeved och Sydals, upp i Sønderborgs kommun.

## Socknar
Inom Danska folkkyrkan var dåvarande Broagers kommun indelad i två socknar:
- Broagers socken
- Egernsunds socken

Socknarna ingår i Sønderborgs prosteri i Haderslevs stift.

## Borgmästare
- Thomas Jensen, 1 april 1970–31 mars 1974[2]
- Peter Nielsen, 1 april 1974–31 mars 1978[2]
- Niels Krogh Hansen, 1 april 1978–31 december 1985[2]
- Peter Nielsen, 1 januari 1986–31 december 1989
- Jørn Lehmann Petersen, 1 januari 1990–31 december 2006[2]

Denna lista hämtas från Wikidata. Informationen kan ändras där.